# Savanna-la-Mar
Savanna-la-Mar, op Jamaica meestal aangeduid als Sav-la-mar of kortweg Sav, is de hoofdstad van de Jamaicaanse parish Westmoreland. Zoals de Spaanse naam al aangeeft ligt ze in een uitgestrekte kustvlakte nabij de zee, aan de zuidzijde van het eiland. Savanna-la-Mar is in 1703 ontstaan als haven voor rietsuiker en dat is nog steeds de belangrijkste functie. De stad is verwoest door tropische cyclonen in 1748 en 1912 en een vloedgolf in 1780. Veel stedeschoon is in Sav dan ook niet te vinden. De belangrijkste historische gebouwen zijn het gerechtsgebouw en het Old Fort.